# Филипе Нашименто
Филипе Гутереш Нашименто (на португалски: Filipe Guterres Nascimento; роден на 7 януари 1995 в Луреш) е португалски футболист, играе като полузащитник и се състезава за българския Левски (София).

## Клубна кариера
Нашименто започва футболната си кариера в младежките структури на португалския гранд Бенфика.
През 2014 година подписва договор с отбора на Академико Визеу. На 27 юли 2014 година Филипе записва професионалния си дебют при победата като домакин с 4-1 над Портимоненсе в мач от турнира за Купата на Лигата на Португалия. Първия си гол във второто ниво на португалския футбол отбелязва на 23 ноември 2014 година от дузпа при домакинския успех с 3-0 над отбора на Санта Клара
През 2015 година преминава в отбора от румънския елит ЧФР Клуж. За два сезона в отбора Нашименто изиграва 43 мача в Лига I и печели Купата на Румъния за сезон 2015/16. С ЧФР Клуж губи мача за Суперкупата на Румъния през 2016 година от шампиона Астра Гюргево.
През 2017 година преминава в друг румънски отбор – Динамо Букурещ. В Лига I изиграва 16 мача за този отбор и отбелязва два гола.
На 29 януари 2018 година преминава в българския гранд Левски (София) с договор за два сезона и половина. Получава фланелката с номер 20.

## Национален отбор
През 2011 година Филипе Нашименто записва шест мача за националния отбор на Португалия до 16 години. През следващата година играе в седем мача за отбора на Португалия до 17 години. През 2013 година изиграва пет мача за Португалия до 18 години, в които отбелязва и един гол.

## Успехи

### Клубни

#### Бенфика
- Младежка лига на УЕФА: финалист 2013/14

#### ЧФР Клуж
- Купа на Румъния: 2015/16
- Суперкупа на Румъния: финалист 2016